# Армстронг Витворт еркрафт
Армстронг Витворт еркрафт (енгл. Armstrong Whitworth Aircraft) је британска фабрика авиона са сједиштем у Багинтону (Baginton) код Ковентрија. 
Основана је 1921. а од 1935. је у саставу Авро Витворт одјељка концерна Хокер сидели групе (Hawker Siddeley Group). Међу првима прави авионе металне конструкције сискин и атлас, а пред Други светски рат цивилне авионе аргоси (Argosy), аталанта, енсин (Ensign) и војне авионе Армстронг Витворт Вајтли и албемарл (Albemarle).
Од 1949. производе се ловци митиор, од 1951. Глостер џавелин (Gloster Javelin), од 1953. Хокер си хок (Hawker Sea Hawk). Уз то гради транспортне авионе аргоси.
Године 1961. спаја се с Глостер еркрафт (Gloster Aircraft Ltd.) у Витворт Глостер еркрафт, а 1963. са осталим погонима Хокер сидели групе и губи посебно име.